# Mathilde von Schwaben
Mathilde von Schwaben (* Oktober 1048 wohl in Pöhlde; † 12. Mai 1060 wohl in Goslar, dort wohl auch begraben) war als Ehefrau Rudolfs von Rheinfelden Herzogin von Schwaben. Sie war die dritte Tochter Kaiser Heinrichs III. aus seiner zweiten Ehe mit Agnes von Poitou.

## Leben
Mathilde wurde als dritte Tochter Kaiser Heinrichs III. und der Kaiserin Agnes im Oktober 1048 wohl in Pöhlde geboren.
1057 wurde Rudolf von Rheinfelden durch Kaiserin Agnes zum Herzog von Schwaben erhoben, bei dieser Gelegenheit fand wohl auch die Verlobung mit Mathilde statt. Diese Belehnung und Verlobung soll Rudolf durch eine Entführung der neunjährigen Mathilde erwirkt haben. Ende 1059 fand die Hochzeit statt, doch schon im Mai 1060 starb Mathilde wahrscheinlich in Goslar, wo sie wohl im Stift St. Simon und Judas beigesetzt wurde.
Ob Mathilde, wie gelegentlich vermutet, die Mutter Herzog Bertholds von Schwaben ist, lässt sich wohl nicht mehr klären.